# Eparchia di Kyoto e del Giappone Occidentale
L'eparchia di Kyoto e del Giappone Occidentale è una delle tre eparchie della chiesa ortodossa giapponese, ha sede nella città di Kyoto, in Giappone, dove si trova la cattedrale dell'Annunciazione. Attualmente è vacante ed è amministrata dall'Arcivescovo di Tokyo e metropolita di tutto il Giappone, Daniel (Nushiro).

## Storia
Nel 1906 San Nicola del Giappone fondò il vicariato di Tokyo come centro della missione ortodossa russa in Giappone. Nel 1970, al momento della concessione dello status di autonomia alla Chiesa ortodossa giapponese, è stata eretta l'eparchia di Kyoto, comprendente le parrocchie ortodosse presenti nelle città di Kyoto e Osaka e nelle prefetture di Kagoshima, Okayama, Tokushima, Hiroshima, Hyōgo, Aichi.